# Aniškis
Aniškis è un centro abitato situato nel comune distrettuale di Alytus, nella Lituania meridionale. Il centro è stato per la prima volta menzionato in un documento del XVI secolo. In un bosco nei pressi di Aniškis sono stati ritrovati arnesi in ferro e pezzi di ceramica risalenti all'antichità.